# دیر ریور (نیویورک)
دیر ریور (به انگلیسی: Deer River) یک منطقهٔ مسکونی در ایالات متحده آمریکا است که در نیویورک واقع شده‌است. دیر ریور ۲۳۸٫۰۵ متر بالاتر از سطح دریا واقع شده‌است.